# De Wasstraat
De Wasstraat is een Nederlands televisieprogramma dat tussen 4 en 8 januari 2021 in vijf dagelijkse afleveringen werd uitgezonden door HUMAN op NPO 2. Het programma draait om de medewerkers van een wasstraat, die vanwege hun moeite om mee te komen op de arbeidsmarkt bij het werk worden begeleid. Het is geproduceerd door Kale Jakhals Producties, het productiehuis van Beau van Erven Dorens die eerder programma's maakte over menselijke volharding en veerkracht.  In 2021 kreeg het programma bij de Zilveren Nipkowschijf de Eervolle vermelding.  

## Het programma
In deze documentaireserie staat het leven van verschillende medewerkers van Matz Carwash, een moderne wasstraat in Deventer, centraal. Deze medewerkers hebben een afstand tot de arbeidsmarkt en ondanks hun persoonlijke situatie proberen ze hun draai te vinden op de werkvloer en in hun dagelijks leven. Ze worden daarbij met name ondersteund door Martin Kniest, de eigenaar van de wasstraat. Voor de documentaire zijn zowel in de werksfeer als in de privé-omgeving opnames gemaakt.